# Observatorio Ole Rømer
El Observatorio Ole Rømer (nombre original en danés: Ole Rømer Observatoriet) es un observatorio astronómico y museo, construido en 1911 y localizado en Aarhus, Dinamarca. Es operado por la Universidad de Aarhus. Funciona tanto como centro de investigación y laboratorio docente para el Instituto de Física y Astronomía de la universidad, como museo ofreciendo visitas guiadas y conferencias. Su nombre conmemora al astrónomo danés Ole Rømer, y sus edificios fueron catalogados en 2006 por la municipalidad de Aarhus como un ejemplo de arquitectura art nouveau danesa (en danés: Skønvirke). El conjunto arquitectónico también incluye la residencia originalmente edificada para el fundador y primer director del observatorio, actualmente utilizada como casa de invitados para investigadores visitantes.

## Historia
En septiembre de 1908 Victor Nielsen, astrónomo del Observatorio de Uraniborg, se puso en contacto con el Ayuntamiento de Aarhus, informando al concejo de que el astrónomo alemán Friedrich Krüger de Altenburgo (Turingia) estaba dispuesto a trasladarse a Aarhus con sus instrumentos a cambio de una parcela de tierra para organizar un nuevo observatorio. Krüger envió una solicitud el 4 de diciembre en la que describía sus anteriores trabajos, instrumentos y publicaciones; y una propuesta para un acuerdo en la que se establecían tres condiciones:
- La ciudad de Aarhus tendría que construir el observatorio.
- Krüger donaría todos sus instrumentos a la ciudad.
- El observatorio debería dedicarse a la educación.

El Concejo Municipal discutió el asunto el 25 de febrero de 1909 con resultado positivo y el 3 de junio se decidió iniciar la construcción del observatorio y aceptar las tres condiciones.
Se tardaron dos años desde el acuerdo inicial hasta que los edificios estuvieron terminados. Diseñado por el arquitecto Anton Rosen, el Observatorio Ole Rømer fue inaugurado el 15 de octubre de 1911. Krüger trabajó como director hasta su muerte el 6 de enero de 1916, sucedido por Ruben Andersen hasta que murió el 30 de abril de 1955. El Observatorio fue entregado a la Universidad de Aarhus el 1 de septiembre de 1956; y el 1 de abril del mismo año, Mogens Rudkjøbing se convirtió en profesor de astronomía en la Universidad de Aarhus y nuevo director del Observatorio. En la década de 1950 se instalaron los telescopios actuales. En 1974, el Instituto de Astronomía se trasladó al campus de la Universidad, al mismo edificio que el Instituto de física, y en 1990 los departamentos se fusionaron para formar el Instituto de Física y Astronomía. Entre 1981 y 1994, la antigua residencia de Krügers se convirtió en un museo.
El Observatorio Ole Rømer fue catalogado en enero de 2006 por la Agencia del Patrimonio Danesa, casi 100 años después de que fuese terminado en 1911. Las razones aducidas fueron la singularidad de su arquitectura de época (relacionada con el movimiento Arts and Crafts), su organización funcional y que fue diseñado por Anton Rosen, un prolífico arquitecto danés del siglo XX.

### Friedrich Krüger
Durante la fase de construcción del Observatorio había un debate acalorado en los periódicos, entre otros el Århus Stiftstidende, en cuanto a las intenciones de Friedrich Krügers. La Guerra de los Ducados y la pérdida de Schleswing-Holstein en 1864 estaba todavía reciente, por lo que los alemanes eran vistos con suspicacia. El patrimonio de Krüger fue un problema hasta su muerte en 1916.
Acusado frecuentemente de ser un espía, este hecho le causó más de un problema, especialmente después de que su hijo se unió al ejército alemán durante la Primera Guerra Mundial. Surgieron varias teorías: se pensaba que los telescopios podrían ser utilizados para observar el tŕafico marítimo en la bahía de Aarhus; que disponía de transmisores de radio utilizados para enviar información a Alemania; que los telescopios servían para enviar código morse a los barcos de guerra alemanes; o que los cimientos bajo los telescopios estaban diseñados para instalar cañones. La policía y el ejército tomaron estos rumores lo suficientemente en serio como para iniciar pesquisas y revisar el Observatorio, pero posteriormente se concluyó que Krüger no era un espía. Esta atmósfera tensa siempre le pesó a Krüger.

## Edificios

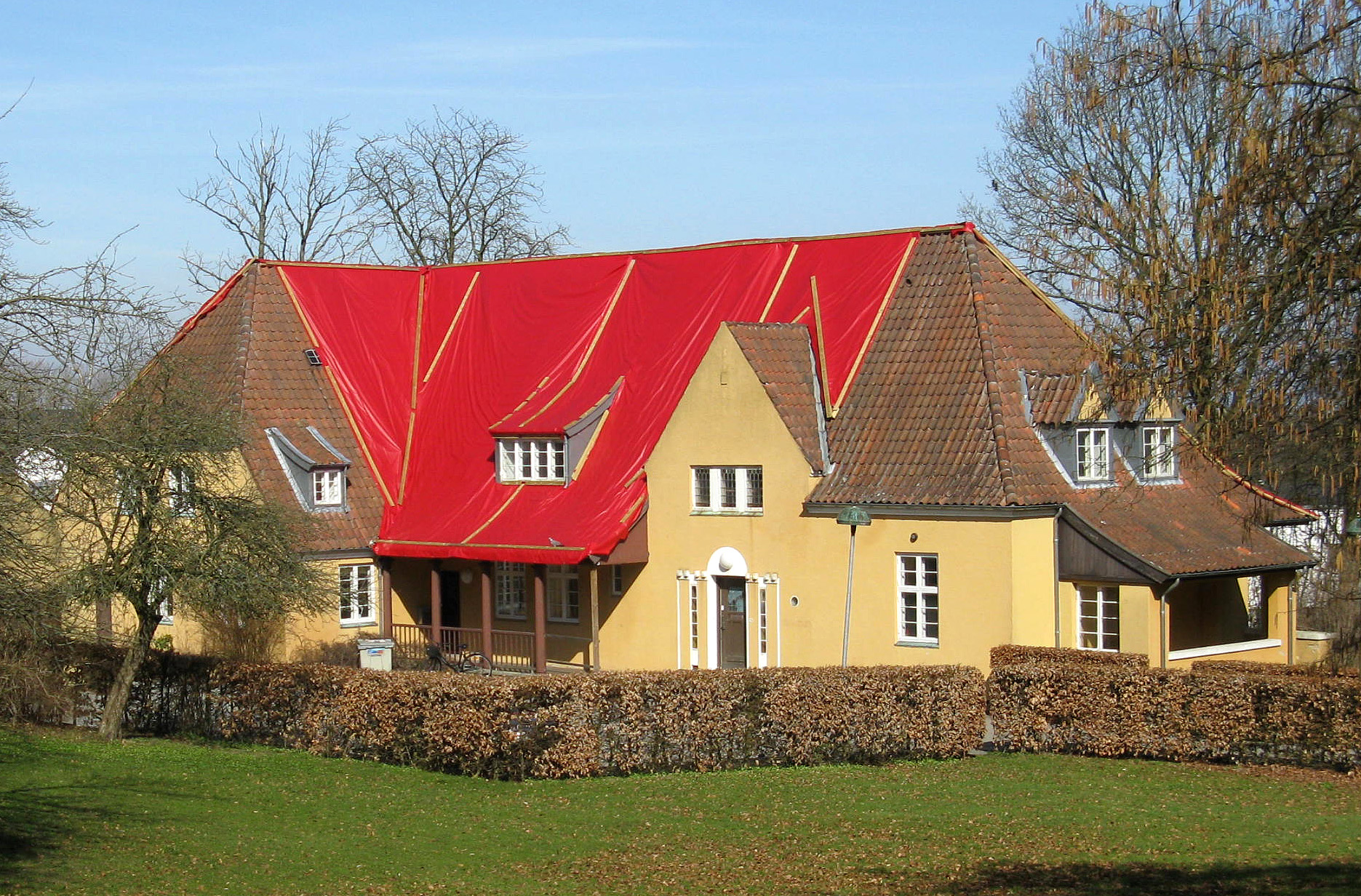
La Residencia del Director siendo acondicionada

El Observatorio Ole Rømer consta de dos edificaciones: el Observatorio y la residencia del director (que incluye una pequeña dependencia), todas diseñadas por Anton Rosen. La construcción se inició en 1909 y terminó en 1911. El Observatorio está situado en una pequeña colina cerca del Hipódromo de Aarhus y del Palacio Marselisborg de Højbjerg, en las afueras del sudeste de la ciudad de Aarhus. En el momento de su construcción, no padecía los efectos de la contaminación lumínica, y hacer observaciones era bastante más fácil que hoy en día.
El edificio del Observatorio consta de una construcción central con una sala, oficina, taller y aula; y dos cúpulas giratorias para los telescopios adyacentes. La sala está equipada con columnas de inspiración griega y detalles decorativos en forma de relieves y carpintería. Todo el edificio está orientado según los cuatro puntos cardinales, con las cúpulas recubiertas de zinc al norte y al este de la sala central. El sótano tiene un cuarto oscuro fotográfico y equipos. La arquitectura exterior muestra el estilo Arts and Crafts, con una base de piedra sin labrar en dos tamaños, bajo paredes enyesadas y una cubierta de teja de tipo mansarda.
La residencia del director, situada al norte del Observatorio, tiene un aspecto irregular, con una buhardilla frontal, su tejado a cuatro aguas, azoteas, buhardillas laterales con mirador y un porche. El edificio está enyesado y tiene una cubierta de teja característica. Ha conservado la estructura original la sala general, aunque se realizaron algunos cambios cuando se convirtió en una casa de huéspedes en 2012. Aloja cuatro apartamentos en total, con los nombres de los astrónomos Aristóteles, Brahe, Kopernikus y Kepler.

## Telescopios
Las cúpulas anteriormente estuvieron ocupadas por dos telescopios de Cassegrain de 40 cm y de 50 cm de diámetro, pero en 2004 fueron reemplazados por dos telescopios Celestron Schmidt-Cassegrain de 28 cm. En 2013 el telescopio de 50 cm fue renovado y puesto en uso.